# اس‌ام یو-۳۴ (آلمان)
اس‌ام یو-۳۴ (آلمان) (به انگلیسی: SM U-34 (Germany)) یک زیردریایی است که طول آن 64.70 m (overall) و ارتفاع آن 7.68 m می‌باشد. این زیردریایی در سال ۱۹۱۴ ساخته شد.